# Sóc bay Java
Sóc bay Java (danh pháp hai phần:Iomys horsfieldii) là loài động vật có vú trong họ Sóc, bộ Gặm nhấm. Loài này được Waterhouse mô tả năm 1837.

## Phân bố
Chúng được tìm thấy ở Indonesia và Malaysia.

## Phân loài
Loài này có các phân loài sau:
- Iomys horsfieldii horsfieldii
- Iomys horsfieldii davisoni
- Iomys horsfieldii penangensis
- Iomys horsfieldii thomsoni